# Eysturoy
Eysturoy (letteralmente "isola dell'est", pronuncia [ˈistroi], in danese Østerø) è la seconda delle Isole Fær Øer sia per la dimensione (286,08 km²) che per la popolazione (11490 abitanti). È compresa interamente nella regione omonima.

## Descrizione

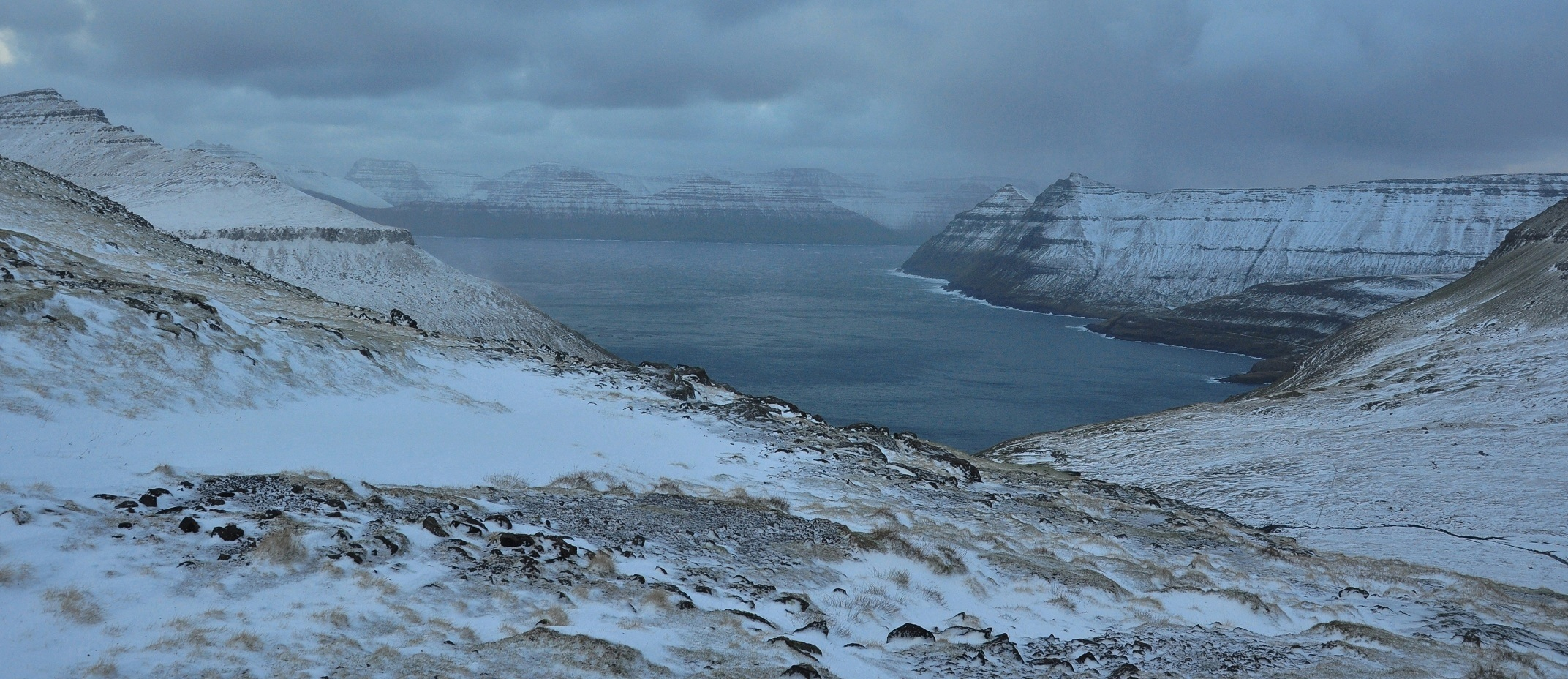
L'isola di Eysturoy in una sera di ottobre.

Eysturoy è particolarmente ricca di rilievi, con circa 66 cime diverse, incluso lo Slættaratindur, il monte più alto dell'arcipelago. Importanti centri dell'isola sono Fuglafjørður nel nord, Runavík e Nes nel sud (la zona più ricca di centri abitati dell'isola).
Una strettissima via d'acqua, chiamato stretto di Sundini, separa Eysturoy dalla contigua isola di Streymoy, la più grande e popolosa dell'arcipelago. Le due isole sono collegate tramite un ponte stradale sopra lo stretto, il ponte di Streymin. Gli abitanti definiscono umoristicamente questo ponte come il ponte sopra l'Oceano Atlantico; infatti è tra i pochi ponti che godono della stessa situazione, assieme a quello dell'isola di Seil in Scozia. Le città del sud comunque possono essere raggiunte, partendo dalla capitale Tórshavn, più velocemente con il traghetto oppure con il tunnel dell'Eysturoy, aperto nel 2020. Leirvík sul litorale orientale è lo snodo per i collegamenti alle isole nord-orientali, specialmente Klaksvík sull'isola di Borðoy, la seconda città delle Faroe.
I luoghi di interesse di Eysturoy includono i villaggi di Eiði e Gjógv, che ha un piccolo porto naturale nella roccia, il Blásastova historical museum nel villaggio di Gøta, e le varmakelda (sorgenti termali) di Fuglafjørður, che ricordano l'origine vulcanica dell'arcipelago.

## Risin e Kellingin

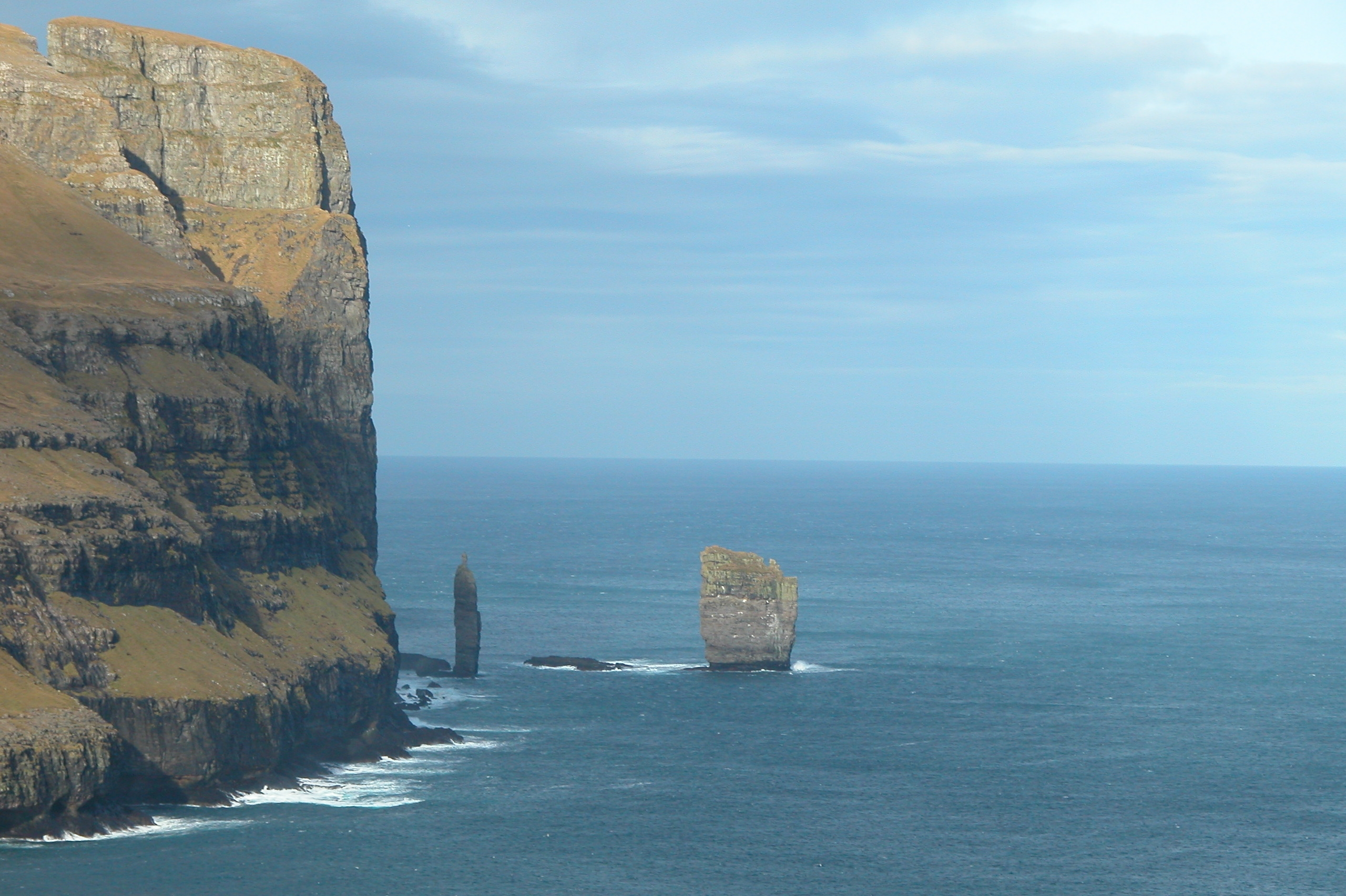
I due scogli chiamati Risin e Kellingin.

Vicino alla costa nord dell'isola si possono vedere due scogli basaltici molto suggestivi, chiamati Risin (71 m) e Kellingin (68 m).
La leggenda narra che nei tempi antichi i troll in Islanda volessero mettere le mani sulle Isole Faroe e mandarono dei giganti per prenderle. Arrivarono sulla costa nord di Eysturoy e la donna si arrampicò con una corda per legare insieme le isole in modo che il gigante potesse prenderle sulla schiena, ma quando tirava la corda per staccare la montagna, la corda si allentava. I giganti lottarono invano tutta la notte, senza rendersi conto del passare del tempo, cosicché quando i primi raggi del sole cominciarono a brillare su di loro sono stati trasformati in roccia. Da allora i due scogli sono rimasti lì, fissando con nostalgia l'Islanda.

## Orografia
L'isola è costellata di rilievi montuosi, non eccessivamente alti, ma in generale piuttosto ripidi e la vegetazione non vede la presenza di alberi a causa del clima freddo e della latitudine.
Le principali elevazioni, elencate in ordine di altezza decrescente, sono:
| Montagna                | Altezza |
| ----------------------- | ------- |
| Slættaratindur          | 880 m   |
| Gráfelli                | 856 m   |
| Svartbakstindur         | 801 m   |
| Blámansfjall            | 790 m   |
| Múlatindur              | 786 m   |
| Reyðafelstindur         | 764 m   |
| Halgafelstindur         | 757 m   |
| Sandfelli               | 754 m   |
| Sandfelli               | 752 m   |
| Norðanfyri Blámansfjall | 751 m   |
| Blábjørg                | 732 m   |
| Vaðhorn                 | 727 m   |
| Dalkinsfjall            | 719 m   |
| Gomlumannatindur        | 703 m   |
| Hjarðardalstindur       | 699 m   |
| Knúkur                  | 699 m   |
| Húsafjall               | 695 m   |
| Skerðingur              | 687 m   |
| Gjógvarafjall           | 678 m   |
| Miðalfelli (Norðskáli)  | 655 m   |
| Lokkafelli              | 646 m   |
| Ritafjall               | 641 m   |
| Tyril (Gøta)            | 639 m   |
| Húsafelli               | 626 m   |
| Slætnatindur            | 625 m   |
| Gøtunestindur           | 625 m   |
| Manssetur               | 615 m   |
| Sigatindur              | 612 m   |
| Kambur (Strendur)       | 611 m   |
| Middagsfjall            | 601 m   |
| Horn                    | 591 m   |
| Sandfelli               | 572 m   |
| Stórafjall              | 567 m   |
| Lítlafelli              | 562 m   |
| Slættafelli             | 553 m   |
| Kambur                  | 545 m   |
| Borgarfelli             | 543 m   |
| Tyril                   | 535 m   |
| Skoratindur             | 529 m   |
| Klórarin                | 523 m   |
| Støðlafjall             | 517 m   |
| Róvin                   | 513 m   |
| Miðafelli               | 505 m   |
| Lambaregn               | 495 m   |
| Altarið                 | 483 m   |
| Fjallið                 | 483 m   |
| Mjóstíggjur             | 482 m   |
| Fjallið                 | 469 m   |
| Knúkur                  | 463 m   |
| Skálafjall              | 459 m   |
| Oyndfjarðarfjall        | 421 m   |
| Eiðiskollur             | 352 m   |
| Glyvrafjall             | 303 m   |
| Hæddin                  | 274 m   |
| Høgaleiti               | 264 m   |
| Norðarafjall            | 172 m   |
| Sunnarafjall            | 171 m   |
| Vørðan                  | 169 m   |
| Eystnes                 | 130 m   |
| Húkslond                | 129 m   |
| Brigðufelli             | 122 m   |
| Høganes                 | 115 m   |